# Елементарна подія
Елементарна подія (атомарна подія) — один з можливих наслідків стохастичного експерименту в теорії ймовірностей.
Елементарні події — наслідки випадкового експерименту, з яких під час експерименту відбувається рівно один.
Елементарну подію звичайно позначають {\displaystyle \ \omega }, а множину всіх елементарних подій — {\displaystyle \ \Omega } та називають простором елементарних подій.
Будь-яка підмножина множини {\displaystyle \ \Omega } елементарних подій називається випадковою подією. Кажуть, що внаслідок експеримента сталася випадкова подія {\displaystyle A\subset \Omega }, якщо (елементарний) наслідок експеримента — це елемент {\displaystyle A}.
У визначенні ймовірнісного простору на множині випадкових подій вводять сигма-адитивну скінчену міру — ймовірність.

## Приклади
Приклади простору наслідків експеримента, {\displaystyle \Omega } — елементарних подій:
- {\displaystyle \Omega =\{0,1,2,3,...\}} (Якщо об'єкти злічені, а простір наслідків — натуральні числа, елементарними подіями є будь-які множини {\displaystyle \ \{k\}}, де {\displaystyle k\in \mathbb {N} }.)
- {\displaystyle \Omega =\{00,01,10,11\}} (Якщо монету підкидають двічі, елементарними подіями є: {\displaystyle \{00\}}, {\displaystyle \{01\}}, {\displaystyle \{10\}} і {\displaystyle \{11\}}, {\displaystyle 0} для герба, а {\displaystyle 1} для решки.)